# Liste der Monuments historiques in Guignen
Die Liste der Monuments historiques in Guignen führt die Monuments historiques in der französischen Gemeinde Guignen auf.

## Liste der Objekte
| Bezeichnung                                                     | Beschreibung                                          | Standort                       | Kennzeichnung | Schutzstatus | Datum | Bild |
| --------------------------------------------------------------- | ----------------------------------------------------- | ------------------------------ | ------------- | ------------ | ----- | ---- |
| Skulptur Christus am Kreuz (auf dem Foto rechts an einer Säule) | Eichenholz, Reste der polychromen Fassung, um 1700    | in der Kirche St-Martin (Lage) | PM35002939    | Inscrit      | 2001  |      |
| Grabdenkmal für Jean de Saint-Amadour                           | Marmor, polychrom gefasst, Mitte des 16. Jahrhunderts | in der Kirche St-Martin (Lage) | PM35000250    | Classé       | 1980  |      |